# Sebastian Barsch
Sebastian Barsch (* 1975 in Menden) ist ein deutscher Historiker, Geschichtsdidaktiker und Hochschullehrer.

## Leben
Barsch studierte Geschichte und Sonderpädagogik an der Universität zu Köln sowie Geschichte, Philosophie und Literaturwissenschaften an der Fernuniversität Hagen. 2007 wurde er an der Universität zu Köln mit der Dissertation Geistig behinderte Menschen in der DDR. Erziehung - Bildung - Betreuung promoviert. Von 2002 bis 2010 war er Lehrer an Förderschulen. 2010 wurde er als Lehrer an das Historische Seminar der Universität zu Köln abgeordnet. Dort war er von 2013 bis 2016 Mitglied des Leitungsteams im Zentrum für LehrerInnenbildung, zuletzt auch stellvertretender Geschäftsführer. Von 2016 bis 2022 war er Professor für Didaktik der Geschichte an der Universität zu Kiel. Seit Oktober 2022 ist er Professor für Didaktik der Geschichte an der Universität zu Köln. Seine Forschungsschwerpunkte sind Inklusion und Diversity in der Geschichtsdidaktik, Wirksamkeit von Praxisphasen in der GeschichtslehrerInnenbildung und Disability History. 
Barsch ist u. a. Mitglied der Konferenz für Geschichtsdidaktik, deren Vorsitzender er seit September 2024 ist, und der Internationalen Gesellschaft für Geschichtsdidaktik. Er ist Mitherausgeber des Science Blogs Public Disability History.

## Schriften (Auswahl)
- mit Elsbeth Bösl, Gabriele Lingelbach, Raphael Rössel (Hg.): Disability History (= Zeithistorische Forschungen 19, 2022, Heft 2).
- mit Bettina Degner, Christoph Kühberger, Martin Lücke (Hg.): Handbuch Diversität im Geschichtsunterricht. Inklusive Geschichtsdidaktik. Wochenschau-Verlag, Frankfurt/M. 2019, ISBN 978-3-7344-0876-2.
- Geistig behinderte Menschen in der DDR. Erziehung – Bildung – Betreuung (= Lehren und Lernen mit behinderten Menschen, Bd. 12). Athena, Oberhausen, 2. Auflage 2013, ISBN  978-3-89896-302-2.
- mit Anne Klein und Pieter Verstraete: The imperfect Historian. Disability Histories in Europe. Peter Lang, Frankfurt am Main u. a., 2013, ISBN 978-3-631-63659-6.
- mit Nina Glutsch und Mona Massumi: Diversity in der LehrerInnenbildung. Internationale Dimensionen der Vielfalt in Forschung und Praxis. Waxmann, Münster 2017, ISBN 978-3-8309-3444-8.